# Bester Offensivspieler der Basketball-Bundesliga
Die Auszeichnung als bester Offensivspieler der Basketball-Bundesliga ist eine Auszeichnung der höchsten deutschen Spielklasse im Herren-Basketball für den besten Angreifer der Saison. Die Auszeichnung wird am Ende der regulären Saison vergeben.

## Tabellarische Chronik

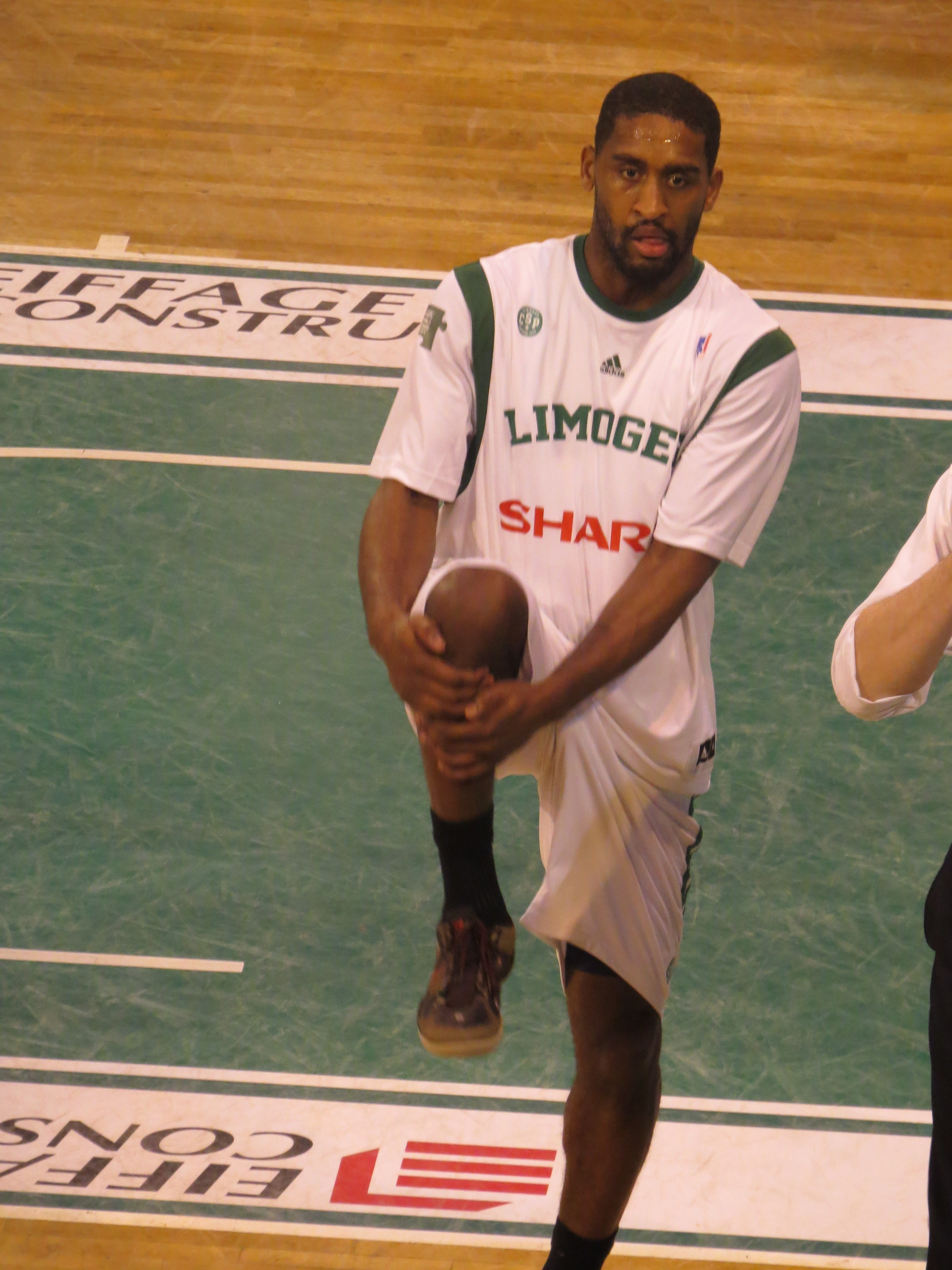
Brad Wanamaker, Best Offensive Player der Saison 2015/16

| Saison  | Spieler                                                  | Nat.                                                     | Verein                                                   |
| ------- | -------------------------------------------------------- | -------------------------------------------------------- | -------------------------------------------------------- |
| 2003/04 | Bjorn Aubre McKie                                        | Vereinigte Staaten                                       | TBB Trier                                                |
| 2004/05 | Chuck Eidson                                             | Vereinigte Staaten                                       | Gießen 46ers                                             |
| 2005/06 | Andrew Wisniewski                                        | Vereinigte Staaten                                       | Telekom Baskets Bonn                                     |
| 2006/07 | Casey Jacobsen                                           | Vereinigte Staaten                                       | Brose Baskets                                            |
| 2007/08 | Julius Jenkins                                           | Vereinigte Staaten                                       | Alba Berlin                                              |
| 2008/09 | Julius Jenkins (2)                                       | Vereinigte Staaten                                       | Alba Berlin                                              |
| 2009/10 | Julius Jenkins (3)                                       | Vereinigte Staaten                                       | Alba Berlin                                              |
| 2010/11 | DaShaun Wood                                             | Vereinigte Staaten                                       | Deutsche Bank Skyliners                                  |
| 2011/12 | DaShaun Wood (2)                                         | Vereinigte Staaten                                       | Alba Berlin                                              |
| 2012/13 | John Bryant                                              | Vereinigte Staaten                                       | ratiopharm ulm                                           |
| 2013/14 | Darius Adams                                             | Vereinigte Staaten                                       | Eisbären Bremerhaven                                     |
| 2014/15 | D. J. Kennedy                                            | Vereinigte Staaten                                       | MHP Riesen Ludwigsburg                                   |
| 2015/16 | Brad Wanamaker                                           | Vereinigte Staaten                                       | Brose Baskets                                            |
| 2016/17 | Raymar Morgan                                            | Vereinigte Staaten                                       | ratiopharm ulm                                           |
| 2017/18 | Philip Scrubb                                            | Kanada                                                   | Fraport Skyliners                                        |
| 2018/19 | John Bryant (2)                                          | Vereinigte Staaten                                       | Gießen 46ers                                             |
| 2019/20 | wegen coronabedingter Saisonunterbrechung nicht vergeben | wegen coronabedingter Saisonunterbrechung nicht vergeben | wegen coronabedingter Saisonunterbrechung nicht vergeben |
| 2020/21 | Trae Bell-Haynes                                         | Kanada                                                   | Crailsheim Merlins                                       |
| 2021/22 | TJ Shorts                                                | Vereinigte Staaten                                       | Crailsheim Merlins                                       |
| 2022/23 | DeWayne Russell                                          | Vereinigte Staaten                                       | EWE Baskets Oldenburg                                    |
| 2023/24 | Otis Livingston II                                       | Vereinigte Staaten                                       | Würzburg Baskets                                         |